# هوارد غرايمز
هوارد غرايمز (بالإنجليزية: Howard Grimes)‏ هو موسيقي أمريكي، ولد في 22 أغسطس 1941.

## وصلات خارجية
- هوارد غرايمز على موقع IMDb (الإنجليزية)
- هوارد غرايمز على موقع ميوزك برينز (الإنجليزية)
- هوارد غرايمز على موقع أول ميوزيك (الإنجليزية)
- هوارد غرايمز على موقع ديسكوغز (الإنجليزية)